# Krødsherad
Krødsherad ist eine Kommune im norwegischen Fylke Buskerud. Die Kommune hat 2235 Einwohner (Stand: 1. Januar 2025). Verwaltungssitz ist die Ortschaft Noresund.

## Geografie

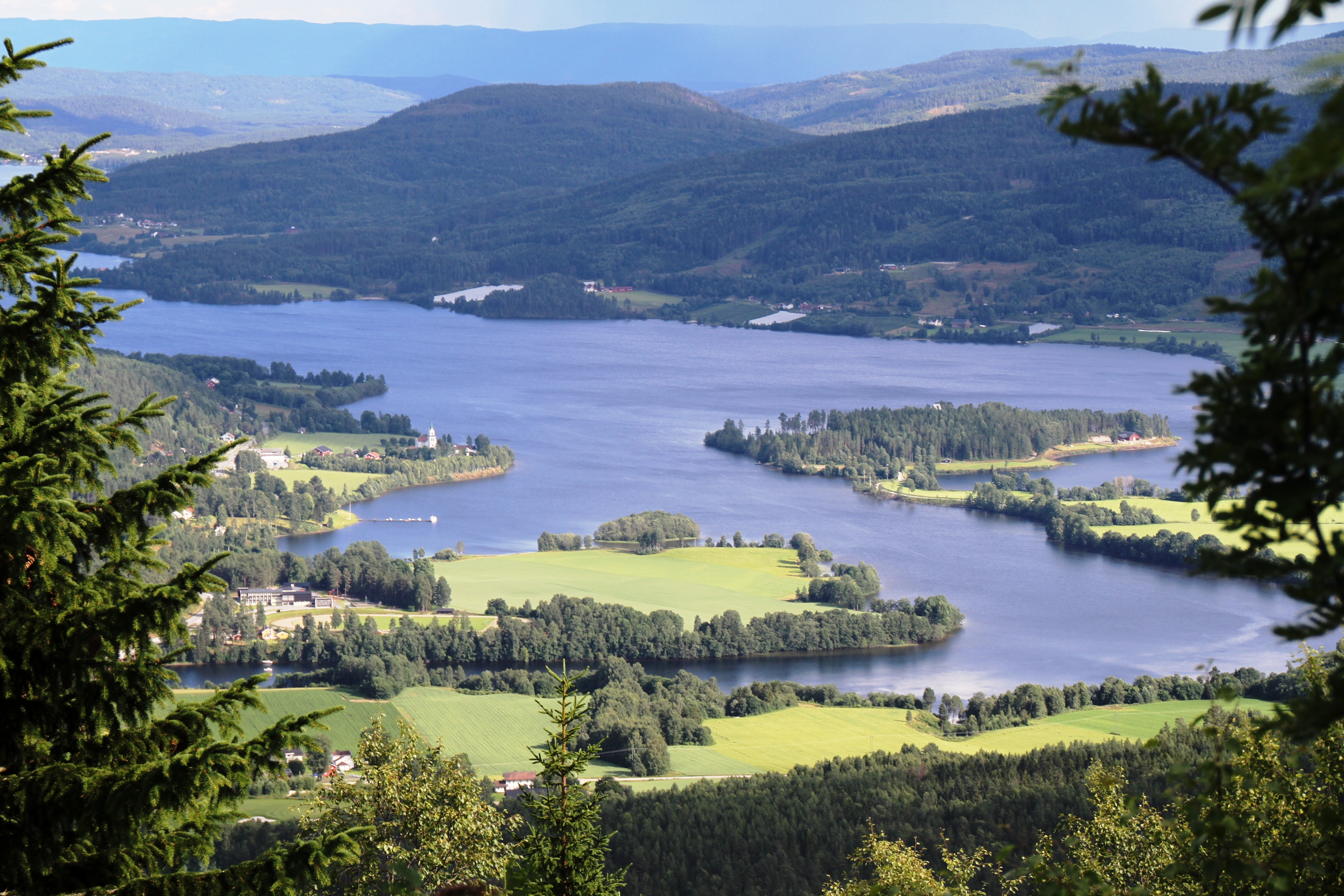
Blick auf den Krøderen

Krødsherad liegt nordwestlich des Großraums Oslo und umfasst den südlichen Abschnitt des Sees Krøderen. Die Gemeinde grenzt an Flå im Norden, Ringerike im Osten, Modum im Südosten sowie an Sigdal im Westen. Der in Nord-Süd-Richtung langgezogene Krøderen teilt die Kommune in eine östliche und westliche Hälfte. In seiner Ost-West-Richtung ist er hingegen schmal und mit dem Noresund und dem Skinnessund liegen zwei schmalere Sunde. Am weiter nördlich gelegenen Noresund liegt die gleichnamige Ortschaft. Etwas südlich des Sunds liegt die Insel Bjørøya im Krøderen. Die Ortschaft Krøderen liegt am Südufer des Sees, wo der Fluss Snarumselva abfließt. Vor allem im Osten liegen einige weitere kleinere Seen. Die Gesamtfläche der Kommune beträgt 374,48 km², wobei Binnengewässer zusammen 34,72 km² ausmachen.
Im Osten und Westen des Krøderen und der Snarumselva befinden sich bewaldete Hügelgebiete, wobei im Westen die höheren Erhebungen liegen. Im Nordwesten befindet sich mit dem Norefjell ein Gebiet mit mehreren Bergen mit Höhen von über 1000 moh. In diesem Gebiet wird die Wald- und Baumgrenze überschritten. Die dortige Erhebung Høgevarde stellt mit einer Höhe von 1459,47 moh. den höchsten Punkt der Kommune Krødsherad dar.

## Einwohner
Die Einwohner der Kommune leben größtenteils im umliegenden Gebiet des Krøderen, dort insbesondere rund um die Orte Krøderen und Noresund. Ab dem Ende des Zweiten Weltkriegs ging die Zahl der Einwohner bis gegen Ende der 1960er-Jahre zurück. Der folgende Periode mit anwachsenden Zahlen wurde rund 1990 wieder in eine bis etwa 2005 andauernde Zeit mit Einwohnerrückgang umgekehrt. In der Gemeinde liegen zwei sogenannte Tettsteder, also zwei Ansiedlungen, die für statistische Zwecke als eine städtische Siedlung gewertet werden. Diese sind Krøderen mit 589 und Noresund mit 374 Einwohnern (Stand: 1. Januar 2024).
Die Einwohner der Gemeinde werden Krylling genannt. Krødsherad hat weder Nynorsk noch Bokmål als offizielle Sprachform, sondern ist in dieser Frage neutral.
| Jahr          | 1986 | 1990 | 1995 | 2000 | 2005 | 2010 | 2015 | 2020 | 2025 |
| ------------- | ---- | ---- | ---- | ---- | ---- | ---- | ---- | ---- | ---- |
| Einwohnerzahl | 2342 | 2387 | 2279 | 2254 | 2151 | 2117 | 2268 | 2212 | 2235 |

## Geschichte

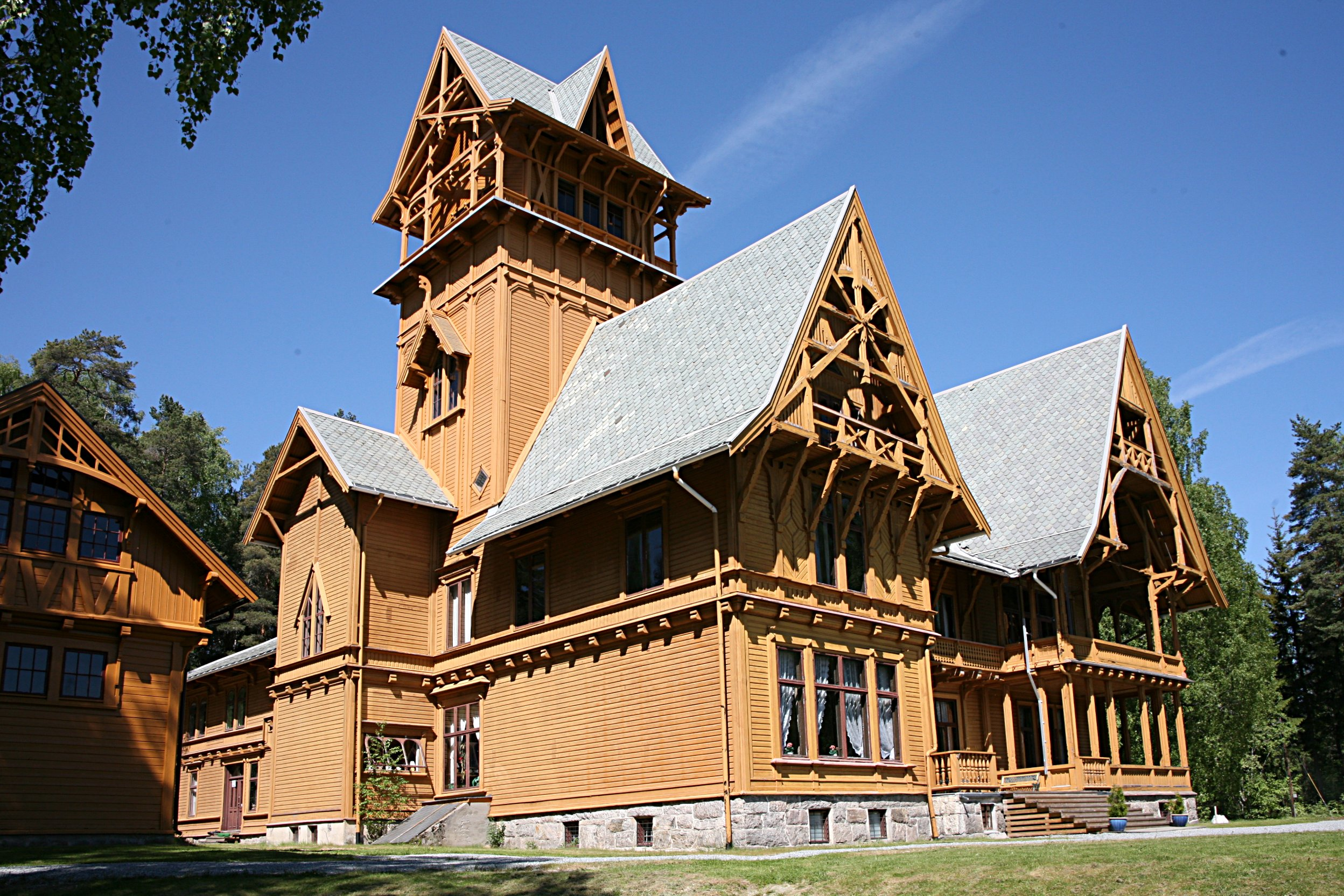
Villa Fridheim

Die Kommune Krødsherad entstand zum 1. Januar 1901, als sie von Sigdal abgespalten wurde. Sigdal verblieb mit 3785 Einwohnern, während in der neu gegründeten Kommune Krødsherad 2269 Personen lebten. Zum 1. Januar 1964 ging ein von 42 Personen bewohntes Gebiet gemeinsam mit fünf weiteren Kommunen in Ringerike auf. Nach der landesweiten Regionalreform gehörte Krødsherad von 2020 bis 2023 zum Fylke Viken.
Die Olberg kirke ist eine Holzkirche aus dem Jahr 1859. Sie hat einen kreuzförmigen Grundriss. In Krødsherad liegen zudem die beiden Kapellen Veikåker kapell und Glesne kapell. Erstere wurde 1934 fertiggestellt, Letztere  im Jahr 1909. Auf der Insel Bjørøya liegt die Villa Fridheim. Dabei handelt es sich um eine Villa im Schweizerstil, die von 1890 bis 1892 erbaut wurde. Heute beinhaltet das Gebäude ein Märchenmuseum.

## Wirtschaft und Infrastruktur

### Verkehr
Am Ostufer des Krøderen verläuft der Fylkesvei 280. Kurz vor der Grenze zur nördlichen Nachbargemeinde Flå mündet die Straße in den Riksvei 7, der im Nordosten von Krødsherad auf einem kürzeren Abschnitt durch die Kommune verläuft. Der Riksvei führt durch den Straßentunnel Haverstingtunnelen von Ringerike Richtung Westen in die Kommune Krødsherad. Dort knickt er am Ufer des Krøderen in den Norden ab. Auf der Westseite des Krøderen verläuft der Fylkesvei 2896, allerdings nur vom südlichen bis zum mittleren Abschnitt des Sees. Bei Noresund führt eine Brücke von der Ost- auf die Westseite des Sees. Weitgehend parallel zum Riksvei 7 im Nordosten der Kommune verläuft auch die Bahnlinie Bergensbanen durch Krødsherad. Durch den Süden der Gemeinde führt zudem die Eisenbahnstrecke Krøderbanen, die heute nur noch als Museumsbahn genutzt wird. Sie war im Jahr 1872 fertiggestellt und 1909 umgebaut worden. Die Einstellung des normalen Verkehrs erfolgte im Jahr 1985.

### Wirtschaft

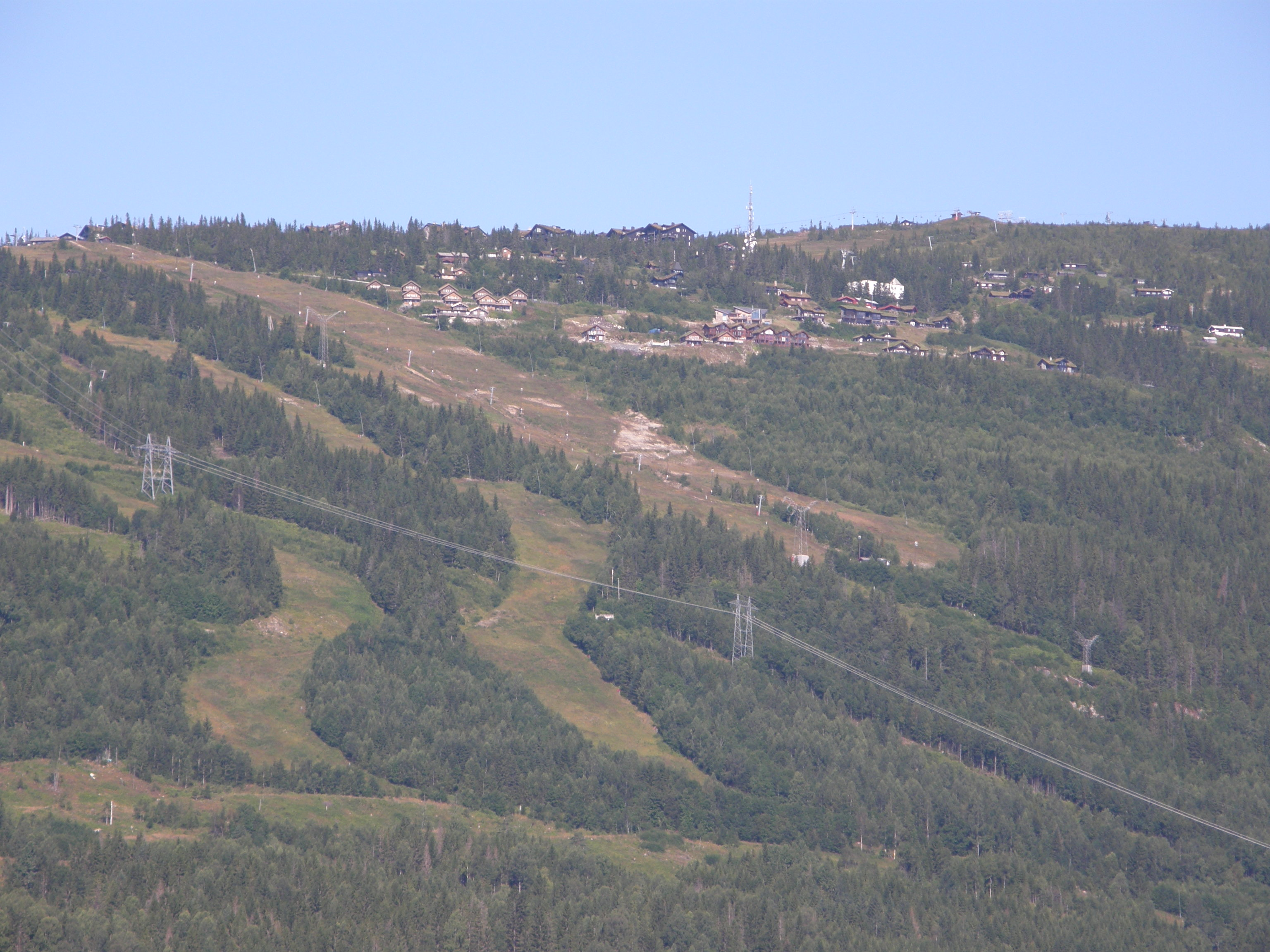
Skigebiet Norefjell im Sommer

Landwirtschaft wird in Krødsherad oft in Kombination mit Forstwirtschaft betrieben. In den landwirtschaftlich genutzten Flächen wird unter anderem Getreide angebaut und Gartenbau betrieben. Im Bereich der Tierhaltung ist vor allem das Halten von Hühnern verbreitet, während die Rinder- und Schafshaltung kaum Bedeutung hat. Für die Industrie ist die Gummi- und Plastikindustrie der dominierende Zweig. Es folgen die Holzverarbeitung und die Textilindustrie. Die Ortschaft Krøderen ist der größte Industrieort der Kommune. Eine bedeutende Einnahmequelle ist zudem der Tourismus. Im Winter ist das Gebiet Norefjell ein oft bereistes Ziel für Skisportler. Im Jahr 2020 arbeiteten von etwa 1080 Arbeitstätigen rund 650 in Krødsherad selbst, jeweils etwa 90 Personen pendelten in die beiden Kommunen Modum und Ringerike.

## Name und Wappen
Das seit 1981 offizielle Wappen der Kommune zeigt ein goldenes Andreaskreuz auf blauem Hintergrund. Es soll den See Krøderen aus der Blickrichtung vom Norefjell-Gebiet darstellen. Krødsherad wurde im Jahr 1389 als Krædesherad erwähnt. Der erste Bestandteil leitet sich vom Seenamen „Krøderen“ ab, letzterer vom altnordischen Wort herað (deutsch Dorf, Weiler). Der Namensbestandteil -herad kommt in dieser Bedeutung in mehreren Ortsnamen – etwa in Kvinnherad – vor. Die Namensherkunft des Sees Krøderen ist nicht genau bekannt. Einer Theorie zufolge liegt der Ursprung in kryl (deutsch Buckel), was sich auf die kurvige Form des Sees beziehen würde.

## Persönlichkeiten
- Amund Ringnes (1840–1907), Geschäftsmann und Mäzen
- Ellef Ringnes (1842–1929), Unternehmer und Mäzen
- Moltke Moe (1859–1913), Volkskundler
- Sigurd Moen (1897–1967), Eisschnellläufer